# Pseudopanthera transversaria
Pseudopanthera transversaria là một loài bướm đêm trong họ Geometridae.